# Jamelle Hagins
Jamelle Hagins, né le 19 octobre 1990, à Roanoke, dans l'État de Virginie, est un joueur américain de basket-ball. Il évolue au poste de pivot.

## Biographie
Il signe son premier contrat professionnel durant l'été 2013 à Roanne, dans le championnat français. Avant le début de la saison, il se blesse à la cheville et est indisponible durant deux semaines. Il parvient tout de même à participer au premier match de la saison à Gravelines-Dunkerque où il termine la partie avec 4 points et 10 rebonds en 21 minutes. Après trois journées de championnat, il est mis au repos forcé à cause d'une blessure aux adducteurs et loupe ainsi le match de la 4e journée. En décembre 2013, Roanne décide de se séparer de Hagins.
Le 25 février 2014, il rejoint les Vipers de Rio Grande Valley en D-League.
À l'été 2022 il s'engage au RSW Liège Basket pour une saison en BNXT League. En juillet 2023 il prolonge son contrat d'un an.